# Friedenskirche (Eupen)

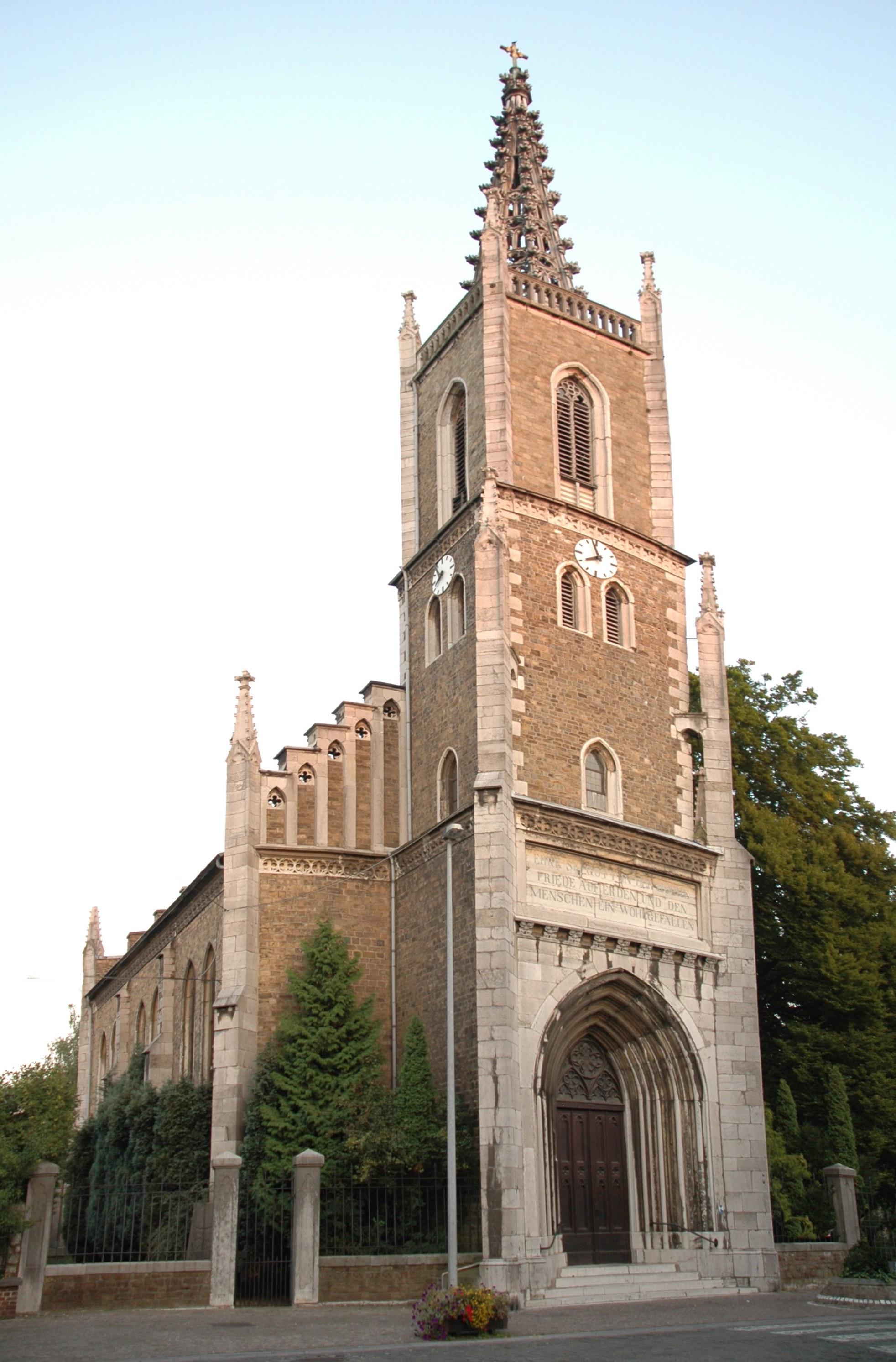
Friedenskirche Eupen

Die Friedenskirche in Eupen, Provinz Lüttich, Belgien, ist ein Kirchengebäude der evangelischen Kirchengemeinde Eupen-Neu-Moresnet im Verbund der Vereinigten Protestantischen Kirche von Belgien. Sie wurde zwischen 1851 und 1854 nach Plänen des Architekten und preußischen Baubeamten Theodor August Stein im neugotischen Stil erbaut und am 5. Dezember 1855 eingeweiht. Die Friedenskirche, ihre Kanzel sowie die Einfriedung und 22 historische Grabplatten wurden 1987 unter Denkmalschutz gestellt. Darüber hinaus wurde im Jahr 1996 die 1907 angefertigte pneumatische Orgel aus der Werkstatt des Orgelbaumeisters Eberhard Friedrich Walcker als erste ihrer Art in Belgien ebenfalls unter Schutz gestellt.

## Geschichte
Die Geschichte der evangelischen Pfarre und ihrer Kirche ist eng verbunden mit der wechselvollen Geschichte der Stadt Eupen und der vom jeweiligen Landesherrn abhängigen Glaubensfreiheit. Mitte des 16. Jahrhunderts bekannten sich in Eupen, erst noch vereinzelt, mehrere Familien zu den Lehren des calvinistischen Reformators Franciscus Junius. Sie wurden jedoch in der Zeit, als Eupen und seine Umgebung von den Spanischen Niederlanden regiert wurde, in der Ausübung ihrer Religion unterdrückt und teilweise mit der Reichsacht belegt. Daraufhin hielten sie ihre regelmäßigen sonntäglichen Messfeiern, aber auch Tauf- und Hochzeitsandachten in der im Jahr 1660 eingeweihten Waalse Kerk in Vaals ab, zu der sie jeweils in einem rund vierstündigen Fußmarsch über den so genannten „Geusenweg“ pilgerten.

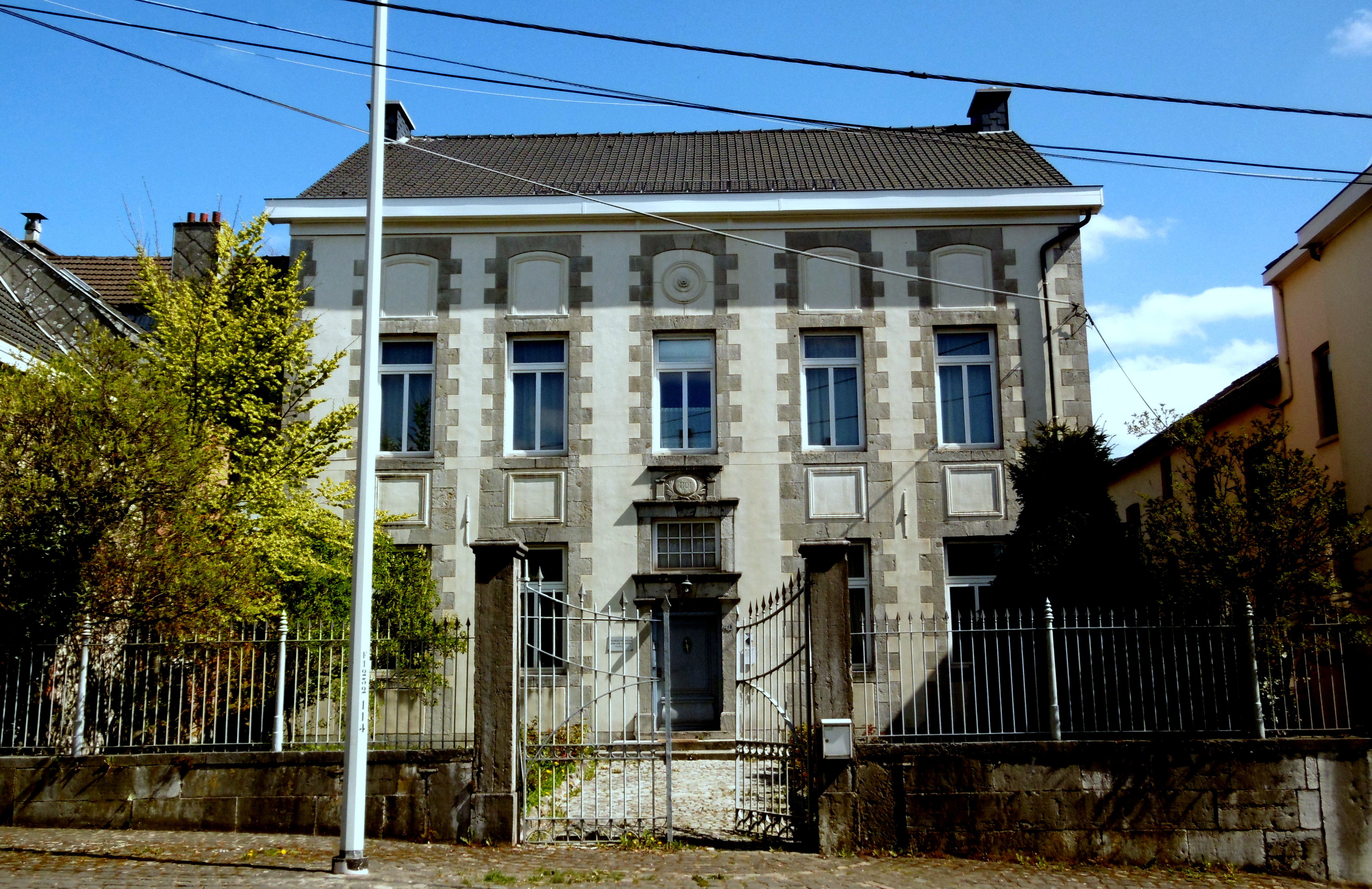
Evangelisches Pfarrhaus

Nachdem zu Beginn des 18. Jahrhunderts im Rahmen des Spanischen Erbfolgekriegs das Gebiet aber vorübergehend an die Vereinigte Niederlande fiel, war es den evangelischen Gläubigen nun möglich, sich unter bestimmten Bedingungen zu ihrer Religion zu bekennen. So wurde es ihnen erlaubt, 1707 eine Gebets- und Versammlungsstätte an der Eupener Hookstraße zu erbauen, die nach außen den Charakter eines repräsentativen Bürgerhauses hatte, innen aber als Kirche mit Betsaal sowie mit Pfarrer- und Lehrerwohnung eingerichtet war.
Bereits wenige Jahre später, als ab 1714 die Österreichischen Niederlande die Herrschaft über die Gebiete übernommen hatten, mussten die evangelischen Gläubigen wieder in den Untergrund rücken. Erst durch den von Kaiser Joseph II. 1781 erlassenen Toleranzedikt wurden die Protestanten zunächst geduldet und erhielten schließlich in der Zeit der französischen Besatzung Eupens von 1797 bis 1815 vollständige Gleichstellung, die ab 1815 von der nun selbst überwiegend protestantisch-preußischen Regierung unterstützt wurde. Seit dem 27. November 1831 war die Gemeinde Eupen Glied im unierten Kirchenkreis Aachen, ihr Bekenntnis ist dagegen eher der Reformierten Kirche zuzuordnen.
Es dauerte jedoch bis Mitte des 19. Jahrhunderts, bis die Protestanten sich mit Unterstützung des Bürgermeisters Peter Becker und durch Spendensammlungen einen eigenen Kirchenbau leisten konnten. Im Jahr 1851 wurde der Grundstein für die neue Kirche gelegt, die nach vierjähriger Bauzeit am 5. Dezember 1855 als Friedenskirche eingeweiht wurde. Nachdem der preußische Kreis Eupen im Rahmen des Versailler Vertrags am Ende des Ersten Weltkriegs dem belgischen Staat angegliedert wurde, schlossen sich die evangelischen Christen Ostbelgiens nun der Union des Églises protestantes évangéliques de Belgique mit Sitz in Brüssel an, die wiederum 1978 in die Vereinigte Protestantische Kirche von Belgien eingegliedert wurde.
Das 1707 erbaute alte evangelische Pfarrhaus, das die Wirren der Zeit überstanden hatte und im Besitz evangelischer Bürger geblieben war, diente noch über viele Jahrzehnte hinweg als evangelische Schule und fungiert in der heutigen Zeit als Gemeindehaus für zahlreiche Aktivitäten sowie als Ersatzraum für Gottesdienste in kleinerem Rahmen. Im Jahr 2005 wurde es ebenfalls in die Liste der denkmalgeschützten Bauten Eupens aufgenommen.

## Baubeschreibung

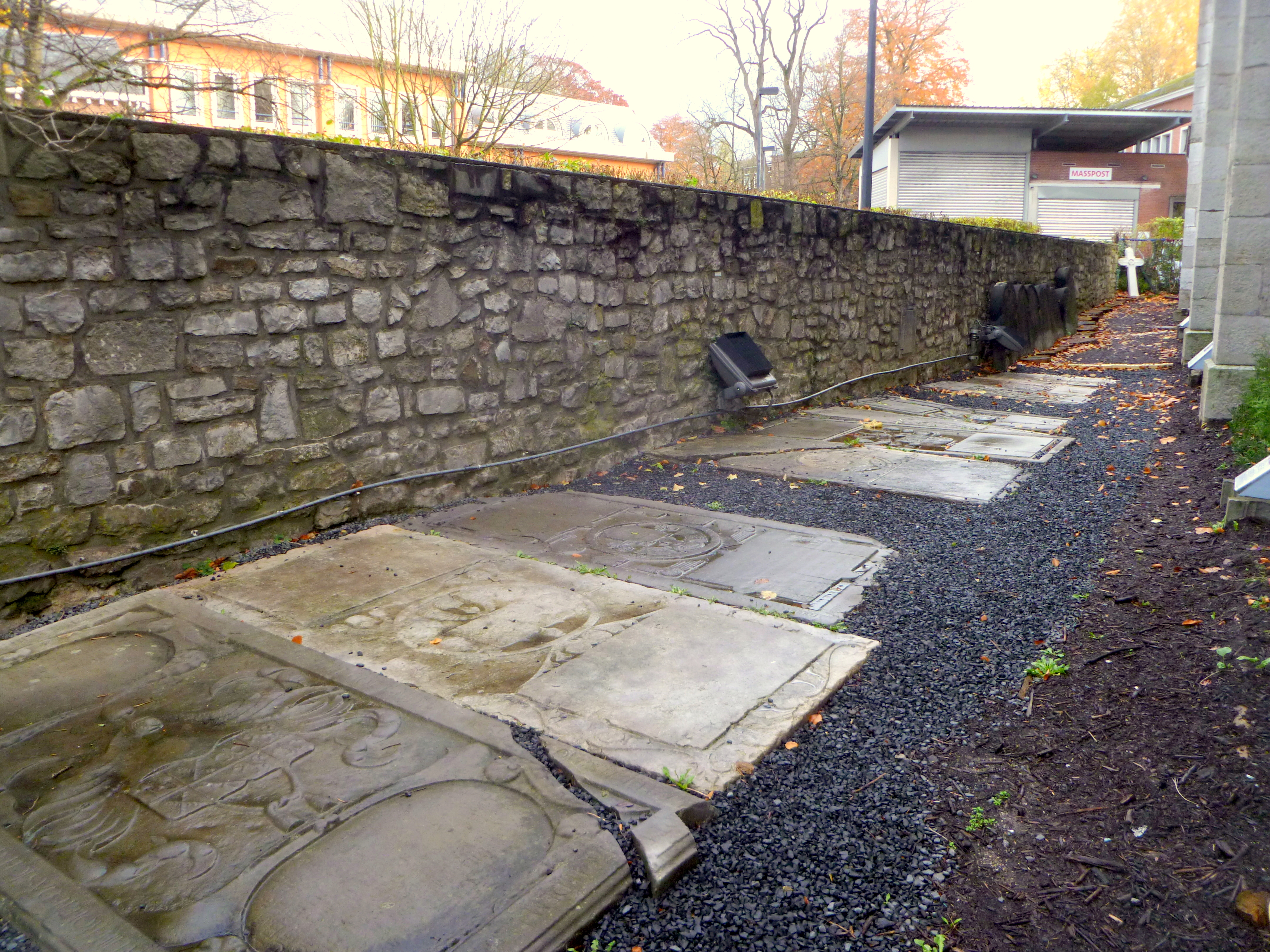
Diakonengräber

Die in Bruchstein-Mauerwerk errichtete Friedenskirche besteht aus einem dreischiffigen Chor mit einer angebauten, fünfseitigen und niedriger gehaltenen Apsis an der Ostseite sowie einem vorgesetzten dreigeschossigem Turm auf quadratischen Grundriss an seiner Westseite. Die Ecken des Chors werden durch Stützpfeiler aus Blaustein mit aufgesetzten Fialen betont, die an der West- und Ostseite des Gebäudes in einen dem Verlauf des Satteldachs angepassten Zinnengiebel übergehen. Der vordere westseitige Zinnengiebel ist beiderseits des Turms durch fünf schmale Spitzbogennischen mit einer kleinen Maßwerköffnung in der Spitze versehen. Zwei weitere bis zum Dachsims ragende Stützpfeiler, ebenfalls aus Blaustein, geben dem Gebäude an den seitlichen Chorwänden den nötigen Halt.
Für das Licht im Kircheninneren sorgen an jeder Seite des Chors sechs paarig zwischen den Stützpfeilern sowie drei in der Apsis angeordnete Spitzbogenfenster. Es handelt sich hierbei um in Grisaille gestaltete Fenster, die in der Apsis von einem roten Maßwerk umrandet sind. Die Apsisfenster sind noch die Originale aus der Bauzeit der Kirche, wogegen die Schiffsfenster nachträglich angefertigt worden sind.
Das Areal um das Kirchengebäude ist weiträumig von einer alten Bruchsteinmauer umgeben, innerhalb derer ein kleiner alter Friedhof integriert ist, auf dem 22 alte Grabplatten erhalten geblieben sind, die an Eupener Diakone aus dem 17. und 18. Jahrhundert samt ihren Wappen und Hausmarken erinnern.

### Turm

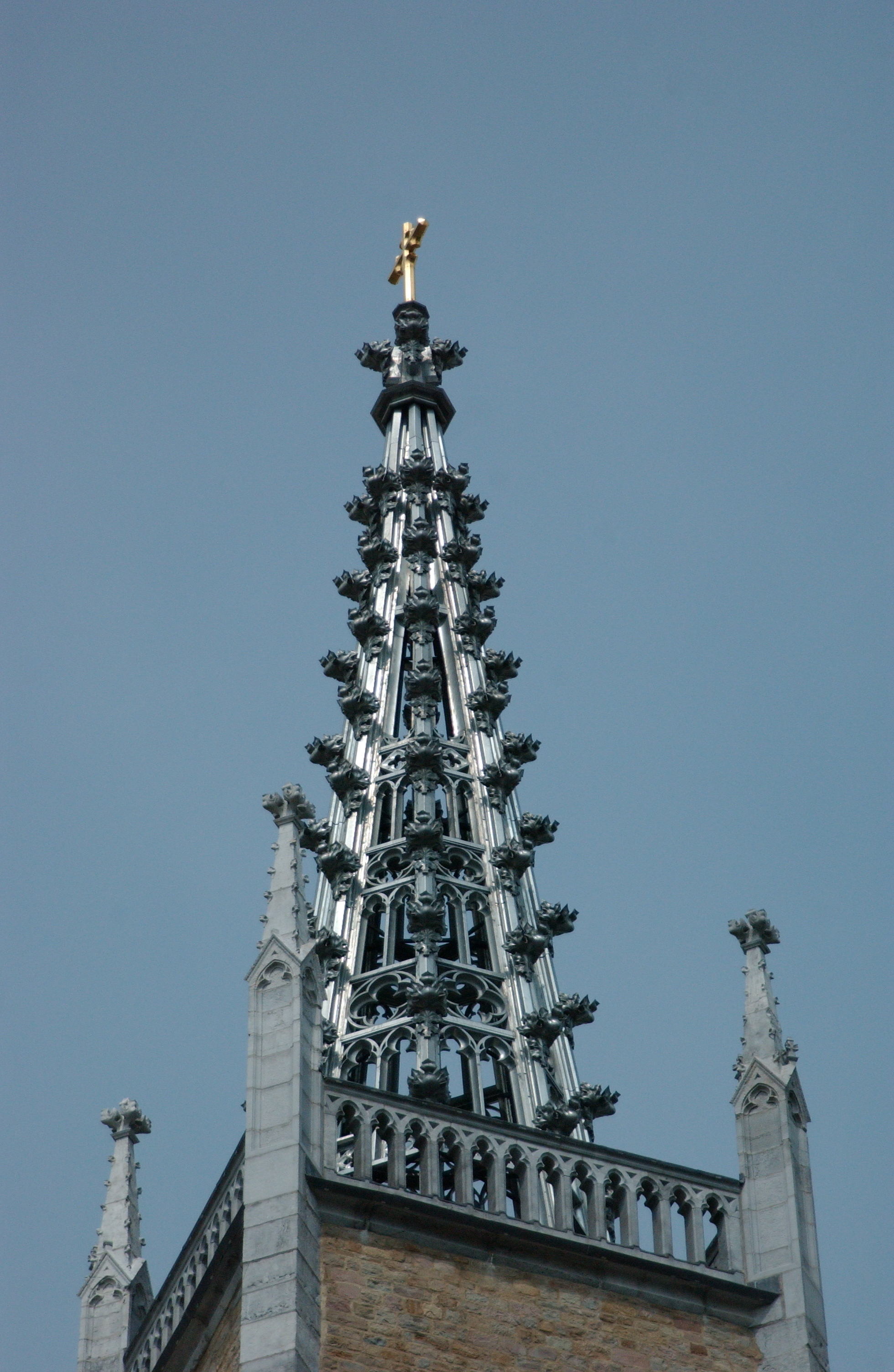
Dachaufbau Turm

Der hohe dreigeschossig abgestufte Glockenturm aus Bruchstein-Mauerwerk wird vorn an den Ecken von Stützpfeilern aus Blausteinquadern stabilisiert, die in verschlankter Form mit ihren Fialen über das obere Gesims des ersten Obergeschosses hinausragen und mit diesem mit kleinen angedeuteten Strebebögen verbunden sind. Das Untergeschoss ist im Eingangsbereich ganz aus Blaustein gemauert und wird von einem mit vier Blaustein-Stufen erhöhten Spitzbogenportal ausgefüllt. In diesem ist eine Doppelflügeltür mit Spitzbogenornamenten und einem spitzbogigen Oberlicht mit doppeltem Maßwerk eingelassen, das mit eingesetztem Buntglas versehen ist. In der darüberliegenden rechteckigen Wandfläche zwischen dem baulich hervorgehobenen Portalsturz und dem mit kleinem Maßwerk versehenen rundum verlaufenden Gesims zum ersten Obergeschoss ist der Schriftzug: „EHRE SEI GOTT IN DER HÖHE – FRIEDE AUF ERDEN UND DEN MENSCHEN EIN WOHLGEFALLEN“ eingemeißelt.
Das leicht zurückgesetzte erste Obergeschoss beherbergt im unteren Bereich die Orgelempore, für deren Licht an den drei freien Außenseiten jeweils ein kleines Spitzbogenfenster sorgt. Die obere Hälfte dieses Geschosses, das chorseitig nur leicht über den Dachfirst hinausragt, dient dem unteren Glockenstuhl. Dazu sind in den freien Außenwänden jeweils paarig zwei kleine Spitzbogenöffnungen mit Lamellen als Schallöffnungen eingelassen, über denen die Kirchturmuhren eingebaut sind.
Das erste Obergeschoss schließt mit einem weiteren umlaufenden Gesims ab, über dem das flächenmäßig leicht verkleinerte zweite Obergeschoss für die Glockenaufhängung aufgebaut ist, das an seinen vier Ecken mit eigenen über die Geschosshöhe hinausgehenden Stützpfeilern aus Blaustein mit aufgesetzten Fialen versehen ist. Alle vier Seitenflächen sind mit jeweils einem großen Spitzbogenfenster mit integriertem Maßwerk ausgestattet, die ebenfalls mit Lamellen zur Schallweiterleitung für die drei Glocken ausgestattet sind. Diese sind auf die Namen „Glaube“, „Liebe“, und „Hoffnung“ getauft und wurden im Jahr 1939 vom Bochumer Verein gegossen. Sie ersetzten die alten, im Kriegsjahr 1917 beschlagnahmten Glocken, die in der Werkstatt von Joseph Beduwe hergestellt worden waren.
Das zweite Obergeschoss schließt mit einem Flachdach ab, das von einer steinernen, neugotisch ornamentierten Brüstung zwischen den Stützpfeilern umgeben ist. In dessen Mitte wurde die eiserne, oktogonale, durchbrochene Turmspitze aufgesetzt, deren Gerippe aus Schmiedeeisen besteht, das mit geschlagenem, unbehandeltem Zinkblech überzogen sowie mit Krabben bestückt ist.

## Ausstattung

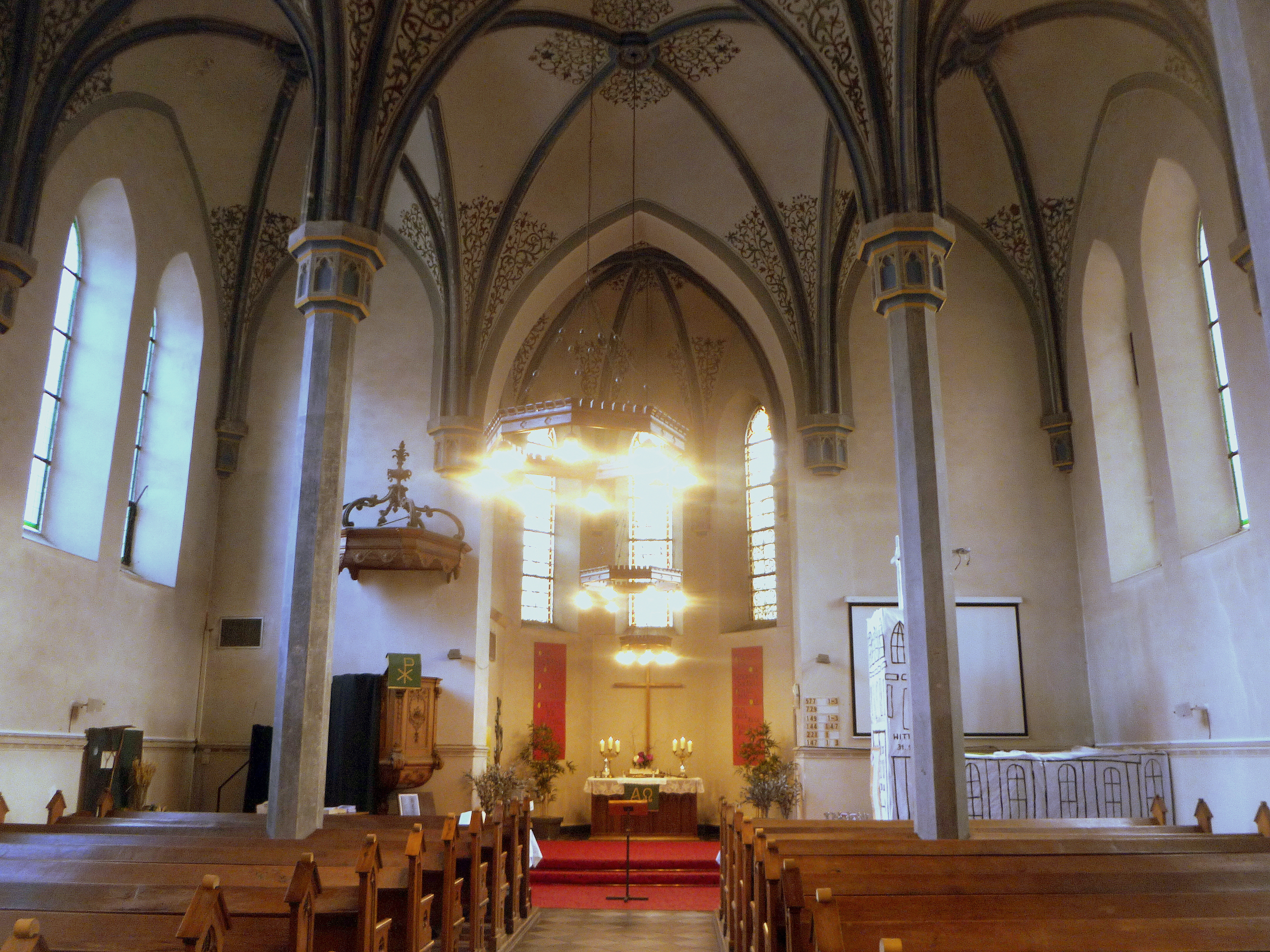
Innenraum

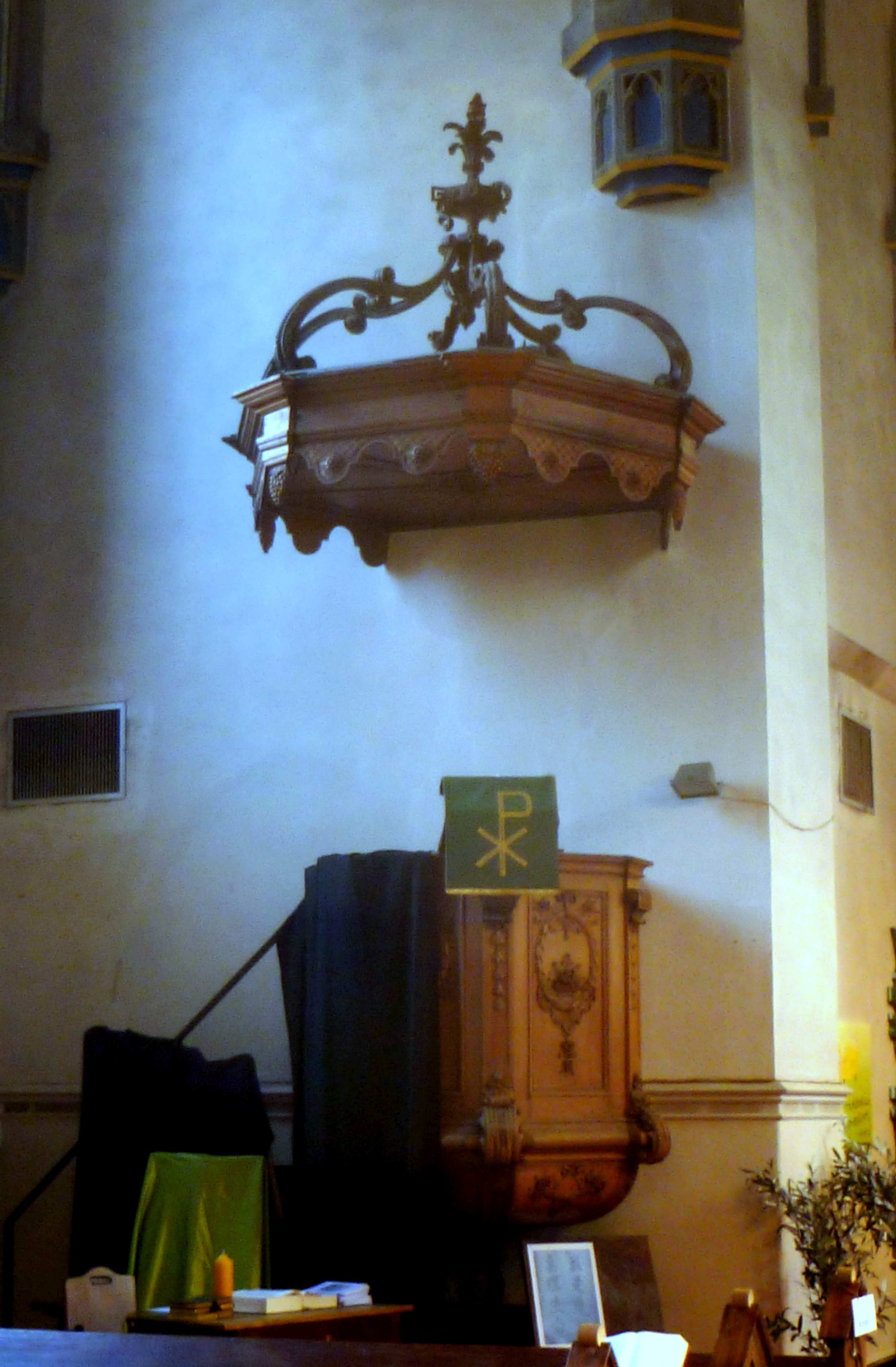
Kanzel

Die dreischiffige Hallenkirche ist nach calvinistisch-puritanischer Auffassung schlicht und ganz in weiß gehalten sowie einfach ausgestattet. Lediglich die Wände des Chors sind im unteren Bereich mit einer schmalen, rundum verlaufenden Stuckleiste verziert. Je Schiff ist die Kirche in drei Joche gegliedert, deren Kreuzrippengewölbe mit farblicher Pflanzenornamentik verziert sind. Die in Blaustein gefertigten und blau gestrichenen Gewölberippen münden mittig des Chors in vier monolithische oktogonale Pfeiler und an den seitlichen Wänden in Wandkonsolen. Die Pfeiler sind mit Kapitellen versehen, die ebenso wie die Wandkonsolen mit maßwerkartigen Nischen und blau-gelben Einfärbungen verziert sind.
Eine verputzte und weiß gestrichene Wand trennt den breiteren Chor zur schmaleren und niedrigeren fünfseitigen Apsis ab, die mittig über eine große, in Breite der Apsis gefasste Spitzbogenöffnung durchschritten werden kann. Vom zentralen Schlussstein im dortigen Kreuzrippengewölbe verlaufen sechs Rippen, die in mit Blendmaßwerk versehenen Konsolen münden. Rippen, Gewölbefelder und Konsolen entsprechen in ihrer Ausfertigung denen im Chor. Der Schlussstein ist zugleich die Aufhängung für den oktogonalen, neugotischen Leuchter aus Eichenholz, der mit acht Lampenschirmchen aus neuerer Zeit bestückt ist.
Das Zentrum der Apsis bildet der rechteckige Altartisch aus Eichenholz, der rundum mit profiliertem Blendmaßwerk versehen ist. Hinter dem Altar ist an der Apsiswand unter dem zentralen Fenster ein schlichtes Holzkreuz angebracht. Links des Altars ist der Platz für den Taufstein, der der Pfarre zum 100-jährigen Jubiläum gestiftet wurde. Er ist ca. 1 Meter hoch und vollständig aus Blaustein angefertigt. Er gliedert sich in einen quadratischen Sockel, eine oktogonale Säule und ein oktogonales Becken mit der außen eingravierten Jahreszahl 1855/1955. In dem Becken ist eine blaue Keramikschale eingelassen, auf der in goldenen Buchstaben die Inschrift: „wer da glaubet und getauft wird, der wird selig werden. Marc 16.16“ zu sehen ist.
An der linken Chorwand vor der Apsis befindet sich die neugotische, kunstvoll geschnitzte, hölzerne Kanzel, über der ein ebenso wertvoller Schalldeckel montiert ist. Dieser ist mit fünf hölzernen Bügeln bekrönt, die in einer verzierten Kreuzblume münden. Beiderseits des Mittelganges sind im Chor jeweils 12 Eichenholzbänke aufgestellt, die an ihren Außenseiten mit Blendmaßwerk und durchbrochenen Vierpässen ausgestattet sind. Mittig des Chors sorgen zwei weitere oktogonale Leuchter im Stil des Apsisleuchters für die nötige Beleuchtung. Der Fußboden des Chors ist im Schachbrettmuster abwechselnd mit dunklen und hellen Steinplatten ausgelegt.

## Orgel

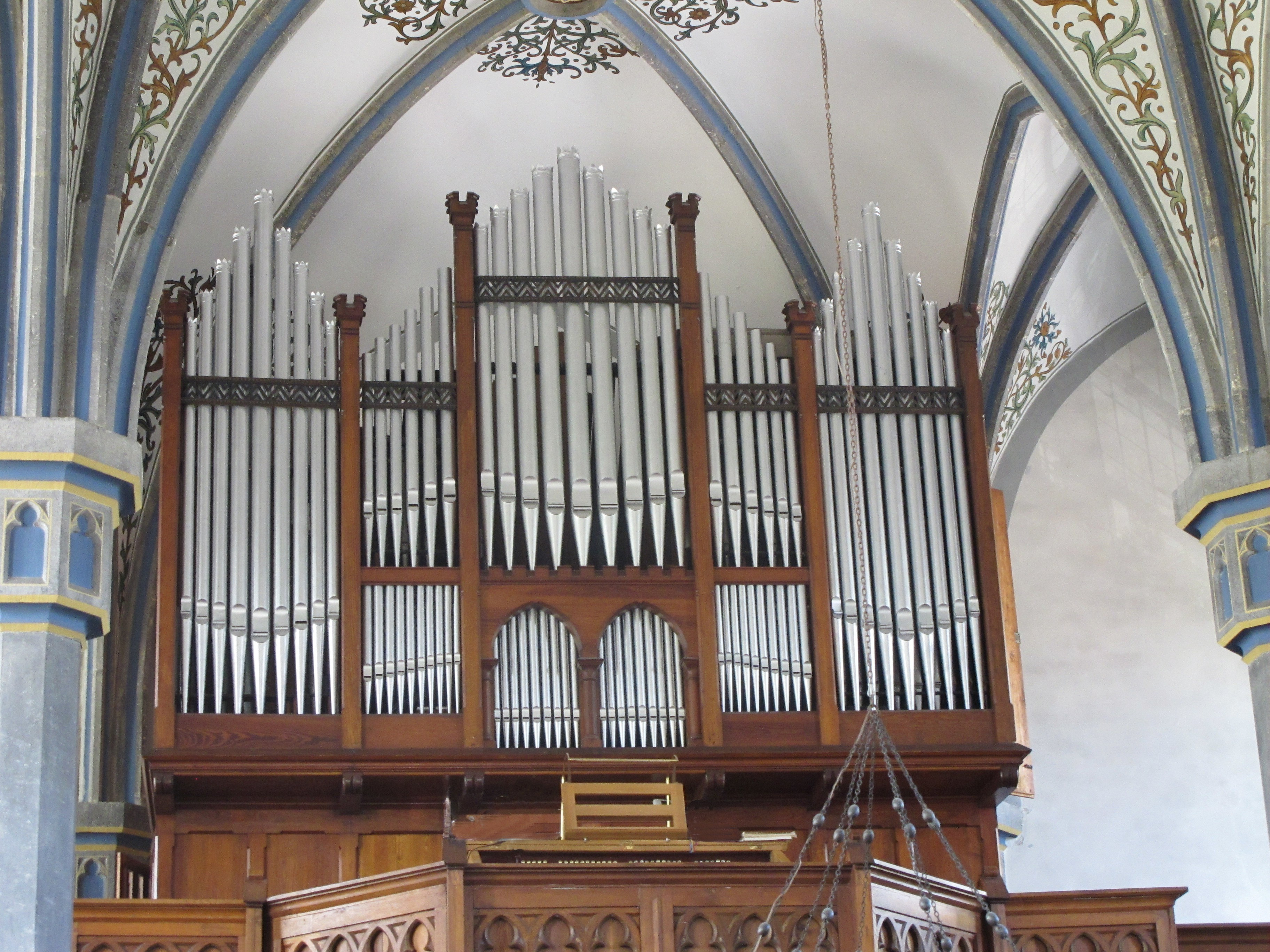
Walcker-Orgel

Zur Eröffnung wurde für die Friedenskirche eine einmanualige Orgel mit 15 Registern aus der Orgelbauwerkstatt von Franz Wilhelm Sonreck in Köln angeschafft. Zur Finanzierung diente unter anderem der Verkauf der alten Orgel aus dem Betsaal im Pfarrhaus an der Hookstraße. Bereits um 1900 entsprach die Sonreck-Orgel trotz einer Restaurierung in der Orgelwerkstatt Stumm in Kirn nicht mehr den gestiegenen modernen Anforderungen, und die Pfarre ließ eine neue Orgel von der Werkstatt Walcker in Ludwigsburg anfertigen. Diese wurde unter der Opus-Nummer 1371 als zweimanualige und rein pneumatische Orgel gebaut und nach einer kurzen Zwischenstation beim Stuttgarter Musikfest im Jahr 1907 in der Friedenskirche endgültig aufgestellt.
In den 1960er-Jahren wurde eine erste umfangreiche Sanierung notwendig, die vom Eupener Orgelbaumeister Ernst Kühn vorgenommen wurde. Dieser nahm dem Instrument durch verschiedene technische Eingriffe den spätromantischen Klang. Er versuchte sie im neobarocken Stil umzugestalten, indem er beispielsweise das Aufhellen des Klangs durch Abschneiden der vorhandenen Orgelpfeifen oder durch das Verrücken der Pfeifen um mehrere Halbtöne vornahm. Einige Jahre später stellten sich Probleme mit der Pneumatik ein, und schließlich wurde anlässlich einer Fernsehübertragung der freistehende Spieltisch abgetragen und später entsorgt.
Nach der Aufnahme der Orgel in das Denkmalverzeichnis im Jahr 1996 wurde es möglich, der Orgel eine notwendige umfassende Restaurierung und Sanierung zukommen zu lassen. Diese wurde in der Werkstatt Orgelbau Schumacher in Baelen in Zusammenarbeit mit der Posener Orgelbauwerkstatt Jan Drozdowicz vorgenommen. Dabei wurde die Orgel weitestgehend wieder in ihren Ursprungszustand zurückgeführt, mit original Walcker-Ersatzteilen polnischer Herkunft versehen sowie mit einem neuen Spieltisch nach dem Vorbild der Orgel in der Herz-Jesu-Kirche in Posen-Jeżyce von 1900 ausgestattet. Zudem wurden die Pneumatik komplett ausgebaut und modernisiert sowie neue Winderzeuger in einem Schallschutzkasten im Bereich der Turmkammer mit einem Ansaugkanal zum Kirchraum aufgestellt. Schließlich wurde die Intonation wieder den spätromantischen Gepflogenheiten angepasst; im Jahr 2005 wurde der gesamte Umbau abgeschlossen.
| I Hauptwerk C–g3 |                |       |
| 1.               | Bordun         | 16′   |
| 2.               | Principal      | 8′    |
| 3.               | Viola di Gamba | 8′    |
| 4.               | Hohlflöte      | 8′    |
| 5.               | Quintatön      | 8′    |
| 6.               | Dolca          | 8′    |
| 7.               | Octav          | 4′    |
| 8.               | Rohrflöte      | 4′    |
| 9.               | Octav          | 2′    |
| 10.              | Mixtur IV      | 2 ⁄3′ |
| 11.              | Trompete       | 8′    |

| II Schwellwerk C–g3 |                  |     |
| 12.                 | Lieblich Gedackt | 16′ |
| 13.                 | Gemshorn         | 8′  |
| 14.                 | Lieblich Gedackt | 8′  |
| 15.                 | Konzertflöte     | 8′  |
| 16.                 | Viola            | 8′  |
| 17.                 | Aeoline          | 8′  |
| 18.                 | Voix céleste     | 8′  |
| 19.                 | Salicet          | 4′  |
| 20.                 | Flauto dolce     | 4′  |
| 21.                 | Piccolo          | 2′  |

| Pedal C–f1 |                  |                          |
| 22.        | Violon           | 16′                      |
| 23.        | Subbass          | 16′                      |
| 24.        | Bourdon          | 16′ (HW)                 |
| 25.        | Lieblich Gedackt | 8′ (SW)                  |
| 26.        | Violon           | 8′ (ext. Violon 16′)     |
| 27.        | Cello            | 8′ (SW)                  |
| 28.        | Posaune          | 16′ (ext Trompete 8′ HW) |

- Koppeln: II/I, I/P, II/P, Suboctavkoppeln II/I, Superoctavkoppel I/I